# Estialescq
Estialescq – miejscowość i gmina we Francji, w regionie Nowa Akwitania, w departamencie Pireneje Atlantyckie.
Według danych na rok 1990 gminę zamieszkiwały 224 osoby, a gęstość zaludnienia wynosiła 44 osób/km² (wśród 2290 gmin Akwitanii Estialescq plasuje się na 953. miejscu pod względem liczby ludności, natomiast pod względem powierzchni na miejscu 1421.).